# Johann Lorenz von Mosheim
Pour les articles homonymes, voir Mosheim.
Johann Lorenz von Mosheim ou Johann Lorenz Mosheim (9 octobre 1693 à Lübeck, Hanse – 9 septembre 1755 à Göttingen, électorat de Brunswick-Lunebourg) est un historien allemand d'obédience luthérienne. On lui doit des ouvrages historiques sur la religion, traduits en anglais.

## Biographie
Johann Lorenz von Mosheim naît à Lübeck le 9 octobre 1693 (ou 1694). Après des études au gymnasium de Lübeck, il entre à l'université de Kiel en 1716, et obtient sa maîtrise en 1718. L'année suivante, il est assesseur à la faculté de philosophie de Kiel.
En 1720, il publie un pamphlet contre le Vindiciae antiquae christianorum disciplinae de John Toland, suivi en 1721 de l'ouvrage Observationes sacrae. Ses travaux et sa réputation de prêcheur et conférencier lui valent d'être nommé professor ordinarius à l'université d'Helmstedt en 1723. Trois ans plus tard, en 1726, il publie Institutionum historiae ecclesiasticae libri IV. La même année, le duc de Brunswick le nomme abbé de l'abbaye de Marienthal. L'année suivante, il est aussi nommé abbé de l'abbaye de Michaelstein.
Lorsque l'université de Göttingen est en projet, les autorités consultent Mosheim sur les statuts de la faculté de théologie et sur les façons d'isoler les théologiens de l'influence des cours de justice ecclésiastiques. En 1747, il est nommé professeur à l'université de Göttingen ; en 1755, il est nommé chancelier de la même université.
Il meurt à Göttingen le 9 septembre 1755.

## Œuvres
- pamphlet contre Vindiciae antiquae christianorum disciplinae, 1720
- Observationes sacrae, 1721
- Cogitationes in N. T. bc. select., 1726
- Institutionum historiae ecclesiasticae libri IV, 1726
  - Édition corrigée et complétée, Helmstadt, 1755.
  - Traduction en anglais par Archibald Maclaine publiée en 1764
  - Traduction en anglais par James Murdock publiée en 1832
    - Revue et éditée par James Seaton Reid en 1848
    - Revue et éditée par H. L. Hastings en 1892 (Boston)

  - [trad. du latin par Archibald Maclaine], An Ecclesiastical History, From The Birth of Christ to the Beginning of the Eighteenth Century: in which The Rise, Progress And Variation of Church Power Are Considered In Their Connection With the State Of Learning And Philosophy, and The Political History of Europe During that Period, 2 volumes, Londres : William Tyler, 1842. (Sur la page couverture, Mosheim est crédité ainsi : « John Lawrence Mosheim, D.D., Chancellor of the University of Göttingen ».)
  - Histoire ecclésiastique ancienne et moderne , depuis la naissance de Jésus-Christ jusques au XVIIIe siècle, traduit de l'original latin en anglais par Archibald Maclaine, et de l'anglais en français sur la seconde édition anglaise (par un anonyme), Maestricht : chez Jean-Edme Dufour & Philippe Roux, 1776, 6 volumes (vol. 1, Yverdon ; vol. 2, Yverdon ou vol. 2, Maastricht; vol. 3, Yverdon ou vol.3, Maastricht; vol. 4 ; vol. 5 ; vol. 6, Maastricht ou vol. 6, Yverdon)
- expositions de la première épître aux Corinthiens, 1741
- De rebus christianorum ante Constantinum commentarii, 1753
  - Traduction en anglais par James Murdock publiée en 1851
- expositions de la première épître à Timothée, 1755
- expositions de la deuxième épître à Timothée, 1755
- Ketzer-Geschichte, 2e édition, 1748
- Sittenlehre der heiligen Schrift, 1753